# Jean Claude Bologne
Pour les articles homonymes, voir Bologne (homonymie).
Jean Claude Bologne, né le 4 septembre 1956 à Liège (Belgique), dans une famille d’enseignants, est un écrivain, romancier, journaliste, enseignant et conférencier belge. Il a publié une quarantaine d'ouvrages : poèmes, romans, essais, dictionnaires, etc. Ce sont aussi bien des ouvrages d’érudition, que de fiction romanesque. Parfois, il mêle histoire et roman. Ses ouvrages sont traduits en plusieurs langues.
Il a présidé, de 2010 à 2014, le comité dirigeant la Société des gens de lettres.
Il est élu membre belge littéraire de l'Académie royale de langue et de littérature françaises de Belgique le 9 avril 2011, succédant à Jean Tordeur au fauteuil 22.

## Biographie
Lors de ses études de philologie romane à l'université de Liège (1974-1978), il participe au « Théâtre universitaire », comme auteur, metteur en scène ou acteur.
Il fonde une revue littéraire bimestrielle, Ouvertures, qui paraît régulièrement de 1979 à 1984.
Il se fixe à Paris en 1982.
De 1982 à 1993, il développe une activité de critique littéraire à La Wallonie de Liège, où il est responsable chaque semaine du compte-rendu des livres présentés à Apostrophes. Il est aussi critique littéraire à la RTBF, au Magazine littéraire, Temps-Livre, Tageblatt, Le Carnet et les Instants... En 1995, il renonce à toute activité critique.
De 1986 à 1987, il est directeur de collection aux éditions de La Nouvelle République (Tours).
En 1992, il rejoint le groupe de romanciers de la Nouvelle fiction, avec lequel il publie plusieurs recueils collectifs.
Depuis 1993, il enseigne l'iconologie médiévale à l'Institut supérieur des carrières artistiques (ICART) à Paris.
En juin 2002, il devient secrétaire général de la Société des gens de lettres. Il en devient président en juin 2010, et passe le relais, en juin 2014, à Marie Sellier.

## Une définition de la mystique
Il propose cette définition de la mystique :

« J'appelle mysticisme une expérience de mise en contact direct et inopiné avec une réalité qui dépasse nos perceptions habituelles ; et qu'on peut ressentir tour à tour comme étant le vide ou l'infini. »

## Distinctions

### Prix
- Prix Thérouanne, pour Histoire de la pudeur, 1987
- Prix Victor Rossel, pour son roman La Faute des femmes, les Eperonniers, 1989
- Prix Marcel Lobet, 1991, pour Le Troisième testament, les Éperonniers, 1990

### Décorations
- Officier de l'ordre des Arts et des Lettres (2013)[3]
- Chevalier de la Légion d'honneur (2015)[4].

## Ouvrages
- Contes et légendes du Val de Loire, avec Hervé Bienvault, La Nouvelle République, 1984,  (ISBN 978-2868810007)
- Guide des châteaux et des cités du Val de Loire, avec Philippe Camby, La Nouvelle République, 1985,  (ISBN 978-2868810052)
- Histoire de la pudeur, Paris, Pluriel, 1986,  (ISBN 978-2012788800)
- La Naissance interdite, stérilité, avortement, contraception au Moyen âge, Paris, O. Orban, 1988,  (ISBN 978-2855654348)
- La Faute des femmes, les Éperonniers, 1989,  (ISBN 978-2871322061) - Rééd. La Renaissance du Livre, 2008,  (ISBN 978-2507001223)
- Le Troisième testament, les Éperonniers, 1990,  (ISBN 978-2871322177)
- Les Allusions bibliques, Larousse, 1991,  (ISBN 978-2033300142)
- Du Flambeau au bûcher, magie et superstition au Moyen âge, Plon, 1992,  (ISBN 978-2259026314)
- Écrit en la secrète, les Éperonniers, 1992,  (ISBN 978-2871322405)
- Le Dit des béguines, Denoël, 1993,  (ISBN 978-2207241523)
- Histoire du mariage en Occident, Hachette Littératures, 1995,  (ISBN 978-2012792371)
- Le Mysticisme athée, Éditions du Rocher, 1995,  (ISBN 978-2268021416) [5].
- Les Sept merveilles, Larousse, 1996,  (ISBN 978-2033300326)
- Le Secret de la sibylle, Éditions du Rocher, 1996,  (ISBN 978-2268023380)
- Histoire des cafés et des cafetiers, Larousse, 1996,  (ISBN 978-2035232014)
- Les Sept vies de maître Eckhart, Éditions du Rocher, 1997,  (ISBN 978-2268025827)
- Le Chanteur d'âme, Éditions du Rocher, 1997,  (ISBN 978-2268025612)
- Histoire du sentiment amoureux, Flammarion, , 1998,  (ISBN 978-2080101556)
- Sans témoins : roman érotico-théologique, Zulma, 1998,  (ISBN 978-2909031682)
- Dictionnaire commenté des expressions d'origine littéraire, les allusions littéraires, Larousse, 1999,  (ISBN 978-2035330390)
- Voyage autour de ma langue, Les Belles Lettres, 2001,  (ISBN 978-2251441825)
- Le Roi rebelle, Michel de Maule, 2001,  (ISBN 978-2876231016)
- Requiem pour un ange tombé du nid, Calmann-Lévy, 2001,  (ISBN 978-2213608129)
- Le Testament de sable, Éditions du Rocher, 2001,  (ISBN 978-2268040400)
- L’Arpenteur de mémoire, Fayard, 2002,  (ISBN 978-2213611945)
- L’Homme-fougère, Fayard, 2003,  (ISBN 978-2213617497)
- Sherlock Holmes et le secret des lettres, Éditions du Rocher, 2003,  (ISBN 978-2268045139)
- Une de perdue, dix de retrouvées : Chiffres et nombres dans les expressions de la langue française, Larousse, 2004,  (ISBN 978-2035322777)
- Histoire du célibat et des célibataires, Fayard, 2004,  (ISBN 978-2213621371)
- Le Frère à la bague, Labor, 2006,  (ISBN 978-2804022020)
- Histoire de la conquête amoureuse : De l'Antiquité à nos jours, Le Seuil, 2007,  (ISBN 978-2020848374)
- Qui m’aime me suive, ill. de Emmanuel Pierre, Larousse, 2007,  (ISBN 978-2035826916)
- Amour, avec Elisa du Halleux, Flammarion, 2008,  (ISBN 978-2081208957)
- Le Marchand d'anges, Le grand miroir, 2008,  (ISBN 978-2874158834)
- L’Ange des larmes, Calmann-Lévy, 2010,  (ISBN 978-2702140925)
- Pudeurs féminine, Voilées, dévoilées, révélées, Le Seuil, 2010,  (ISBN 978-2020979900)
- Histoire de la coquetterie masculine, Librairie Académique Perrin, 2011,  (ISBN 978-2-262-03088-9)
- Fermé pour cause d’apocalypse, Pascal Galodé, 2013,  (ISBN 978-2-35593-248-9)
- Une mystique sans Dieu, Albin Michel, 2015, 336 p.,  (ISBN 978-2-226-25851-9) [6].
- Histoire du couple, Perrin, 2016,  (ISBN 9782262049553)
- Histoire du coup de foudre, Albin Michel, Coll. Essais Doc, 2017,  (ISBN 9782226320131)
- Histoire du scandale, Albin Michel, Coll. Grand Format, 2018,  (ISBN 9782226326584)
- L’Âme du corbeau blanc, maelstrÖm reEvolution, 2019,  (ISBN 978-2-87505-329-9)
- Rituaire, Le Taillis Pré, 2020,  (ISBN 978-2-87450-159-3)
- Le Nouvel An cannibale, maelstrÖm reEvolution, 2021,  (ISBN 978-2-87505-384-8)
- Légendaire, Le Taillis Pré, 2023,  (ISBN 978-2-87450-212-5)
- Emprises. Les contes du père Susar, maelstrÖm reEvolution, 2023,  (ISBN 978-2-87505-475-3)